# Дружешть
Дружешть, Дружешті (рум. Drujești) — село у повіті Васлуй в Румунії. Входить до складу комуни Бекань.
Село розташоване на відстані 241 км на північний схід від Бухареста, 36 км на південь від Васлуя, 94 км на південь від Ясс, 101 км на північ від Галаца.

## Населення
За даними перепису населення 2002 року у селі проживали 450 осіб, усі — румуни. Усі жителі села рідною мовою назвали румунську.